# Сахалінська тайга
Сахалінська тайга (ідентифікатор WWF: PA0607) — палеарктичний екорегіон тайги, розташований на острові Сахалін.

## Географія
Екорегіон сахалінської тайги охоплює більшу частину острова Сахалін, за винятком крайнього південного заходу, де більш теплі кліматичні умови сприяють поширенню південносахалінських мішаних лісів. Рельєф острова на півночі переважно рівнинний, а в центрі та на півдні гористий. Гори середньовисотні, розділені на Східно-Сахалінський та Західно-Сахалінський хребти. Найвищою вершиною острова є гора Лопатіна висотою 1609 м, однак переважно висота гір становить 500-800 м. На півдні Сахалін відділений від острова Хоккайдо протокою Лаперуза шириною 42 км. На заході Сахалін від Євразії відділяє Татарська протока, ширина якої у найвужчому місці становить лише 8 км. На сході острів омиває Охотське море, а на південному заході — Японське море.

## Клімат
В межах екорегіону переважає субарктичний клімат (Dfc за класифікацією кліматів Кеппена) або вологий континентальний клімат  (Dfb за класифікацією Кеппена). Зима тривала, морозна і сніжна, а літо вологе, м'яке і коротке. Середньомісячна температура коливається від -14 °C до 13,9 °C. Відчувається вплив тихоокеанських мусонів. Середньорічна кількість опадів коливається від 600 до 1200 мм, залежно від рельєфу та висоти. На клімат Сахаліну здійснює значний вплив холодне Охотське море, більшу частину року вкрите льодом. Зіткнення теплої Цусімської течії та холодної течії Охотського моря породжує часті шторми та тумани. 

## Флора
Ліси займають близько двох третин території Сахаліну. У північних низовинних районах поширена світлохвойна тайга, де домінує даурська модрина (Larix gmelinii). Південніше в темнохвойній тайзі домінують сахалінські ялиці (Abies sachalinensis), а ще південніше — едзойські сосни (Picea jezoensis). Також в лісах ростуть широколисті берези (Betula platyphylla), берези Ермана (Betula ermanii), вільхи Максимовича (Alnus maximowiczii) та удські вільхи (Salix udensis). Подекуди тайга перемежовується заростями кедрового сланця (Pinus pumila) та сфагновими болотами.
У верхній частині гір ростуть зарості кедрового сланця (Pinus pumila) та курильської сази (Sasa kurilensis). На гірських схилах, в річкових долинах та в прибережних районах поширені луки, де росте японська чина (Lathyrus japonicus), даурські лілії (Lilium pensylvanicum) та зморшкуваті троянди (Rosa rugosa). Деякі трави, що ростуть на цих луках, зокрема японська кремена (Petasites japonicus), сахалінська далекосхідна гречка (Reynoutria sachalinensis) та серцелисті кардіокрінуми (Cardiocrinum cordatum), можуть досягати понад 4 м висоти. Вологий клімат, морська сіль та вулканічні ґрунти створюють оптимальні умови для їхнього росту. Серед інших поширених на Сахаліні рослин слід відзначити звичайну черемху (Prunus padus), далекосхідний тис (Taxus cuspidata), амурське коркове дерево (Phellodendron amurense), великокрилу бруслину (Euonymus macropterus) та червону бузину (Sambucus racemosa).

## Фауна
Різноманітність середовищ існування від скелястих гір до річкових долин сприяє багатству фауни екорегіону. Найбільшою твариною на Сахаліні є уссурійський бурий ведмідь (Ursus arctos lasiotus), який широко поширений по всьому острову, на відміну від євразійської рисі (Lynx lynx) та ендемічних сахалінських кабарг (Moschus moschiferus sachalinensis), які присутні на острові у невеликій кількості. На півночі Сахаліну зустрічаються північні олені (Rangifer tarandus). Також в екорегіоні зустрічаються звичайні лисиці (Vulpes vulpes), соболі (Martes zibellina) та уссурійські єноти (Nyctereutes procyonoides).
Серед поширених на Сахаліні птахів слід відзначити охотського пижика (Brachyramphus perdix), далекосхідного пугача (Ketupa blakistoni), чорну дикушу (Falcipennis falcipennis), камчатських крячків (Onychoprion aleuticus) та білоплечого орлана (Haliaeetus pelagicus). Також в регіоні мешкає переважна частина популяції охотських коловодників (Tringa guttifer) та сахалінських вівчариків (Phylloscopus borealoides). Річки Сахаліну кишать рибою, особливо різноманітними лососями — це третій за поширенням лососів регіон світу після Аляски та Камчатки. Тут зустрічається 11 видів лососевих риб, зокрема горбуші (Oncorhynchus gorbuscha), кети (O. keta), кижучі (O. kisutch), сими (O. masou) та рідкісні сахалінські таймені (Parahucho perryi). У морях, що оточують Сахалін, зустрічаються японські кити (Eubalaena japonica), гренландські кити (Balaena mysticetus) та білухи (Delphinapterus leucas). Вони також є єдиним відомим місцем розмноження сірих китів (Eschrichtius robustus).

## Збереження
Оцінка 2017 року показала, що 2842 км², або 6 % екорегіону, є заповідними територіями. Природоохоронні території включають Поронайський заповідник та Ноглікський заказник.